# Maria Kjos Fonn
Maria Kjos Fonn (geboren am 28. Mai 1990) ist eine norwegische Autorin und Schriftstellerin aus Årvoll in Oslo. Sie debütierte 2014 mit der von der Kritik hochgelobten Kurzgeschichtensammlung Dette har jeg aldri fortalt til noen.

## Ausbildung
Fonn besuchte die Foss videregående skole im Osloer Stadtteil Grünerløkka, die auf Musik, Tanz und Theater spezialisiert ist und war 2013 bis 2014 Teil der Aschehoug Schriftstellerschule. Sie studierte allgemeine Literatur an der Universität Oslo.

## Werk

### Debüt
Maria Kjos Fonn debütierte 2014 mit der von der Kritik hochgelobten Kurzgeschichtensammlung Dette har jeg aldri fortalt til noen. Sie wurde in der Debütanthologie Signaler, der Anthologie Verbarium, der Jugendanthologie Koffein-prosa und der Weihnachtsanthologie I de dager veröffentlicht.
Im Jahr 2014 erhielt sie das Aschehoug-Debütantenstipendium und 2015 wurde sie für den Tarjei-Vesaas-Debütantenpreis nominiert.

### Kinderwhore
Im Herbst 2018 veröffentlichte Fonn ihren Debütroman Kinderwhore, die VG bewertete ihn mit fünf von fünf Punkten und schrieb: „Viele haben gut darüber geschrieben, wie beschissen es ist, jung zu sein. Aber nur wenige haben es besser gemacht als Maria Kjos Fonn.“ Die Rezensentin der Aftenposten, Ingunn Økland, schrieb, Fonn erfülle das Erbe von Herbjørg Wassmo. Sonja Hartl sagte im Deutschlandfunk Kultur: „Ein Buch, das einen beim Lesen überrollt, aber auf eine gute Weise. Das Buch kann zu einem tiefen und wirklich eindringlichen Verständnis über Trauma und sexuelle Gewalt führen.“
Fonn wurde für den Brage-Preis 2018, den P2-lytternes romanpris 2018, den Oslo-Preis der Zeitschrift Natt & Dag und den Buch Blogger Preis 2018 nominiert und gewann die Ut-Awards 2018 in Trøndelag für den besten norwegischen Roman des Jahres. Der Roman wurde auch in Dänemark, Deutschland und Serbien veröffentlicht. In Deutschland erschien Kinderwhore 2019 beim Independent-Verlag CulturBooks. 2019 erhielt sie das Tanum-Frauenstipendium für ihre Gesamtautorenschaft und 2021 das Mads-Wiel-Nygaard-Stipendium.

### Heroin chic
Im Herbst 2020 veröffentlichte sie Heroin chic. Dagens Næringsliv nannte es „das stärkste Leseerlebnis des Herbstes“, und Morgenbladet schrieb: „Heroin chic ist eine eiskalte und starke Darstellung von Rausch und Sucht.“ Für den Roman wurde sie für den P2-lytternes romanpris und den Bokbloggerprisen 2020 nominiert und mit dem Oslo-Preis von Natt & Dag ausgezeichnet. Der Roman wurde bisher nach Deutschland und Dänemark verkauft. In Deutschland erschien Heroin Chic 2022 bei CulturBooks.
Die Komponistin Solveig Sørbø arbeitet an einer Oper auf der Grundlage des Romans Heroin chic.

### Memoria
Ihr Debüt als Kinderbuchautorin gab Fonn im Herbst 2022 mit dem Buch Memoria. Darin erzählt sie Geschichten aus dem Totenreich „Memoria“. Das Buch wurde von Skinkeape (Marianne Gretteberg Engedal) illustriert. Die Rezensentin Maya Troberg Djuve gab dem Buch im Dagbladet fünf von zehn Punkten.

### Journalistische Arbeit
Fonn schreibt regelmäßig für Morgenbladet und Aftenposten und hat auch für Klassekampen, Universitas und eine Reihe von Zeitschriften geschrieben, darunter Samtiden, Tidsskrift for Den norske legeforening und Fett. Ihre Kurzgeschichte „Liebe, Leen“ wurde in der Anthologie Neue Nordische Novellen ins Deutsche übersetzt.

### Beiträge
Maria Kjos Fonn hatte 2012 einen Beitrag in der Debüt-Anthologie Signaler von kappelen.
Im Herbst 2018 wurde sie in zwei feministischen Essaysammlungen vorgestellt: Ulyd på Cappelen (herausgegeben von Hedda Lingaas Fossum) und Det skjer nå på Kagge (herausgegeben von Helena Brodtkorb).
Im Jahr 2020 schrieb sie das Vorwort zu einer norwegischen Ausgabe von Joe Martins Buch über Jens Bjørneboe mit dem norwegischen Titel Protokollføreren, das vom Pax forlag veröffentlicht wurde.
Im Jahr 2020 wirkte sie auch in den Dokumentarfilmen Jens Bjørneboe und Das Problem des Bösen mit.

## Auszeichnungen
- 2014 – Aschehougs Debütantenstipendium
- 2015 – nominiert für das Debütantenstipendium von Tarjei Vesaas
- 2018 – nominiert für den Brage-Preis
- 2018 – nominiert für den Romanpreis der P2-Hörer
- 2018 – nominiert für den Oslo-Preis von Natt & Dag
- 2019 – nominiert für den Buchbloggerpreis
- 2019 – Gewinnerin des Ut-Awards für den besten norwegischen Roman des Jahres
- 2019 – Tanum's Frauenstipendium
- 2020 – Nominiert für die Stimme des Jahres in Natt & Dag
- 2020 – Nominiert für den P2-Hörerromanpreis
- 2021 – Oslo-Preis des Natt & Dag
- 2021 – Stipendium von Mads Wiel Nygaard
- 2021 – Nominiert für den Buchbloggerpreis